# Robustețe

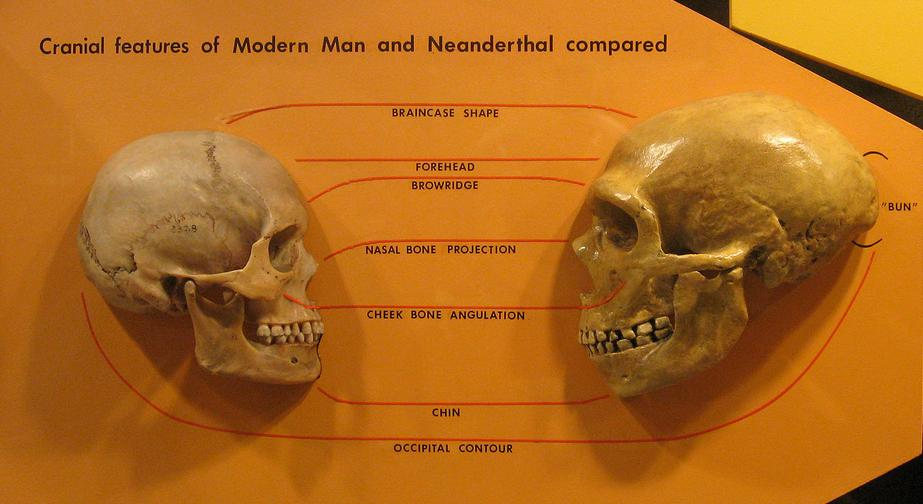
Comparație între un craniu de om modern (gracil) și neanderthal (robust).

În biologie, robustețea este o caracteristică folosită pentru a descrie un taxon ce prezintă o morfologie (structură a corpului) mai mare și solidă. Opusul unui taxon robust este unul gracil. Cei doi termeni sunt folosiți în special în antropologia fizică și în paleoantropologie pentru a face referire la specii ce prezintă oase mari și mușchi scheletici dezvoltați. În sens general (în limbaj curent), robustețe înseamnă forță, vigoare.